# Chiara Dolfin
Chiara Dolfin (... – 1630 circa) fu la 66° dogaressa della Serenissima Repubblica di Venezia dal 1625 al 1629 come consorte del doge Giovanni I Corner.

## Biografia
Chiara di Lorenzo di Giovanni Dolfin sposò Giovanni Corner il 10 febbraio 1578 nella chiesa di San Salvador. Come lui, proveniva da una famiglia di dogi che aveva il suo palazzo nello stesso sestiere San Salvatore sul Canal Grande. Portò con sé una dote di 12.000 ducati nel matrimonio. La sorella Cracimana sposò Antonio di Giorgio Nani il 10 febbraio 1587.
Nei decenni successivi Chiara Dolfin diede alla luce sette figli maschi e sei femmine. I figli furono Marcantonio e Lorenzo, che morirono prematuramente, poi Federico (futuro cardinale e patriarca di Venezia), Marcantonio, Francesco (futuro Doge), Alvise (ambasciatore a Madrid), il quale tentò di impedire che il padre venisse eletto Doge, poiché ciò lo avrebbe escluso legalmente da tutte le cariche, cosa che il Doge, tuttavia, ignorò dopo la sua elezione) e Giorgio. Le figlie erano Cornelia, che sposò Antonio Bragadin, e le sue sorelle, che entrarono tutte in convento. Queste cinque sorelle si chiamavano Bianca, Aurora, Cristina, Maffiola e Chiaretta.
La contemporanea Modesta Fonte menzionò le due sorelle nella sua opera Il merito delle donne, pubblicata postuma nel 1600. Poiché vedono chiaramente quanto sono belle e perfette, le donne sono considerate "dee" per le loro qualità fisiche e mentali.
Nel 1596, Ersilia Spolverini scrisse un poema latino di lode in occasione della nascita del loro figlio Luigi a Verona, dove la coppia impressionò l'élite cittadina con il suo cosmopolitismo. Elogiò la coppia in un discorso di 24 pagine, che comprendeva due sonetti, una canzone e un madrigale. Le opere furono probabilmente donate a Chiara Dolfin quando lasciò Verona. In questo racconto, il dio fluviale dell'Adige, che ora doveva riportare l'amata a Venezia, era inorridito dal fatto che Verona avrebbe dovuto restare senza di lei. Ma dovette rendersi conto che neanche le sue onde sarebbero riuscite a impedirgli di tornare a casa, perché c'era ancora la via terrestre.
Tuttavia, dopo il 1605, commentò sinteticamente Edgcumbe Staley, seguirono dieci dogi di età superiore agli 80 anni, la maggior parte dei quali probabilmente vedovi, di cui sono stati tramandati solo due nomi di dogaresse, le cui famiglie erano probabilmente molto sobrie e poco interessanti. Tra le due “Dogaresse” degne di nota c’era, a suo avviso, “Chiara Delfino-Conaro (1625–1629)”.